# Heteropoda hosei
Heteropoda hosei là một loài nhện trong họ Sparassidae.
Loài này thuộc chi Heteropoda. Heteropoda hosei được Mary Agard Pocock miêu tả năm 1897.